# Linda Antonsen
Linda Antonsen, född 5 juli 1980är en norsk orienterare som tog VM-brons i stafett 2001.